# Jamal Khashoggi
Jamal Ahmed Hamza Khashoggi (n. 13 octombrie 1958, Medina, Arabia Saudită – d. 2 octombrie 2018, Consulatul General al Arabiei Saudite la Istanbul⁠(d), İstanbul, Turcia) a fost unul dintre cei mai proeminenți jurnaliști și comentatori politici ai generației sale din Arabia Saudită și lumea arabă în general, cu o carieră de aproape 30 de ani. Khashoggi a fost cel mai bine cunoscut pentru reflectarea evenimentelor din Afganistan, Algeria, Kuweit și Orientul Mijlociu în anii 1990. El s-a întâlnit și l-a intervievat pe Osama bin Laden de mai multe ori în mijlocul deceniului, înainte ca acesta din urmă să devină liderul grupării teroriste al-Qaida. 
Jamal Khashoggi a studiat administrarea afacerilor la Universitatea de Stat din Indiana din Statele Unite. După ce și-a terminat studiile, Khashoggi s-a întors în Arabia Saudită și și-a început cariera de jurnalist în anii 1980 ca reporter pentru ziarele regionale care relatau invazia sovietică din Afganistan. În 2003, Khashoggi a devenit redactor al ziarului Al Watan, dar a fost concediat la doar două luni pentru publicarea unor editoriale critice la adresa instituției clerice saudite. Khashoggi a părăsit Arabia Saudită și s-a autoexilat în Virginia, Statele Unite, în septembrie 2017. Deși nu s-a declarat un disident, Khashoggi s-a remarcat prin editorialele scrise pentru The Washington Post în care critica politica prințului moștenitor al Arabiei Saudite, Mohammad bin Salman și ale tatălui său, regele Salman.
Pe 2 octombrie 2018, Khashoggi a intrat în consulatul Arabiei Saudite din Istanbul pentru a obține mai multe documente legate de căsătoria sa cu o turcă. El nu a mai fost văzut ieșind din clădire și a fost declarat dispărut. Oficiali turci au afirmat că Jamal Khashoggi a fost torturat și ucis în interiorul consulatului, iar corpul său a fost transportat la reședința consulului general pentru a fi dezmembrat. Inițial, guvernul saudit a negat moartea jurnalistului, însă, pe 20 octombrie, procurorul general al Arabiei Saudite a anunțat că acesta a fost ucis în consulat în urma unei bătăi cu angajați ai consulatului. Guvernele occidentale au respins explicația oficială a Arabiei Saudite pentru moartea lui Jamal Khashoggi ca fiind lipsită de credibilitate. Pe 15 noiembrie 2018, purtătorul de cuvânt al procurorului Riadului a anunțat că cinci oficiali saudiți vor primi pedeapsa cu moartea pentru uciderea jurnalistului, care a fost drogat și dezmembrat în interiorul consulatului Arabiei Saudite din Istanbul.